# Teufelstisch (Bodensee)

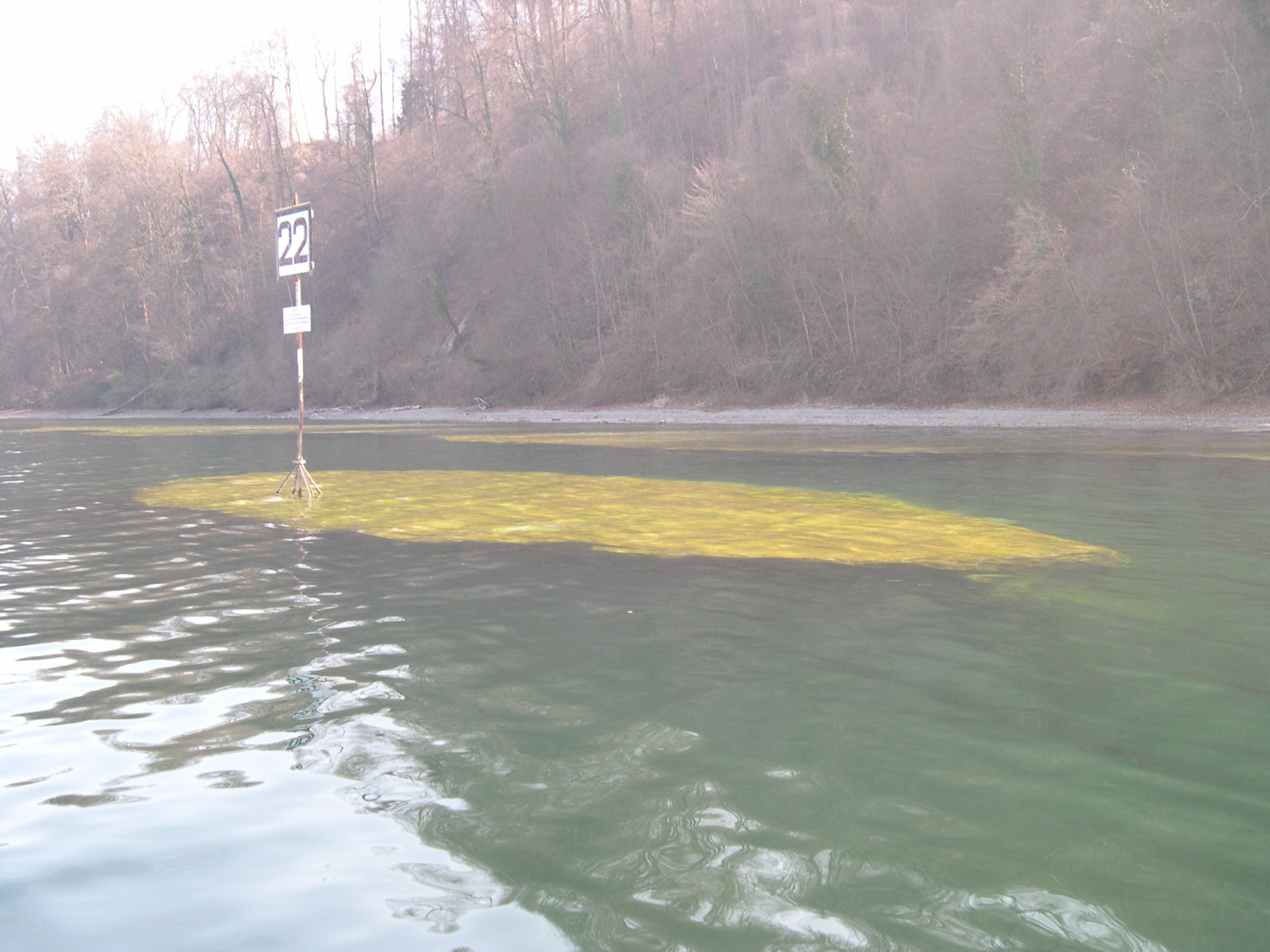
Teufelstisch bei Wassertiefstand, mit Hinweiszeichen E.6.

Der Teufelstisch ist eine Felsformation im Überlinger See (dem nordwestlichen Teil des Bodensees) gegenüber Überlingen. Es handelt sich hierbei um eine Felsnadel, die am Bodanrück im Uferbereich zwischen Wallhausen und dem Beginn der Marienschlucht dem Steilabfall des Flachwasserbereichs (dem „Felsen“) vorgelagert ist. Die Felsnadel endet in einer flachen Platte dicht unter der Wasseroberfläche.

## Lage
Von der Landseite ist der Teufelstisch nur vom Bodensee-Rundweg aus von Wallhausen Richtung Marienschlucht, knapp einen Kilometer nordwestlich von Wallhausen, rechts zu sehen. Der Teufelstisch ist seeseitig mit dem Seezeichen 22 gekennzeichnet. Vom Ufer aus erkennt man ihn an der Rückseite des Seezeichens und der hellen Färbung des Wassers über der ellipsenförmigen Untiefe.

## Beschaffenheit
Das häufig sogar von der Seeoberfläche aus sichtbare Plateau des Teufelstisches hat eine Größe von rund 22 m × 10 m (Fläche: 160 m²) und liegt normalerweise bis zu 1,5 m, bei Hochwasser bis zu 3 m unter der Wasseroberfläche. Seeseitig fällt die Wand des Teufelstisches fast senkrecht bis in rund 90 m Tiefe ab. Der Teufelstisch befindet sich 50 m vom Ufer und 14 m vom uferseitigen Niedrigwasserbereich entfernt. Ein schmaler Felssteg an der südsüdwestlichen Seite des Tischs, der sogenannte Sattel, verbindet den Gesteinszacken in rund 32 m Tiefe mit dem Gestein des landseitigen Bodanrück-Sockels, so dass tatsächlich nur etwas mehr als 30 m der Zinne wirklich frei stehen.

## Hervortreten der Oberfläche
Das Plateau liegt nur bei sehr starkem Niedrigwasser über der Wasseroberfläche. Bei einem Pegelstand von unter 2,40 Meter wird es teilweise begehbar, ab einem Wasserstand von unter 2,30 Metern ragt die gesamte Oberfläche aus dem Bodensee. Diese Ereignisse werden von den Jahren 1823, 1854, 1858, 1909, 1949, 1963 und 1972 berichtet.

## Gefahrenlage

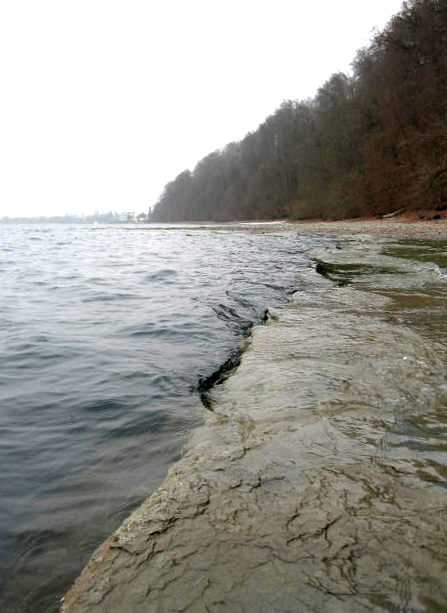
Steil abfallendes Ufer an Marienschlucht und Teufelstisch

Diese ungewöhnliche geologische Unterwassersäule gilt unter Tauchern seit Jahrzehnten als anziehende Herausforderung. Steilwände gelten unter Sporttauchern allerdings aus Gründen der Orientierung und aus psychologischen Gründen als schwierig.
Es gibt vertikale Unterwasser-Wellen im Überlinger See, die selten und unregelmäßig auftreten und zu schnellem Absinken oder zu Auftrieb führen.
Hauptgefahrenquellen sind zu tiefes Tauchen, mangelhaftes Austarieren oder unzureichende Ausrüstung (wie zu viel Blei oder unzureichender Kälteschutz). Der Orientierung dient, nur an der Wand hinab- und hochzutauchen. Desorientierung wird überwunden, wenn man mit Hilfe eines Kompasses in Richtung Ufer taucht. Mögliche Beeinträchtigungen beim Tauchen können durch Konzentrationsprobleme beim Tiefenrausch und durch Schmerzen und Lähmungen bei der Dekompressionskrankheit entstehen.

## Tauchverbot
Nach einigen tödlichen Unfällen wurde das Tauchen zunächst eingeschränkt, dann teilweise und trotz einiger Rechtsverfahren letztlich 1994 generell verboten. Nur mit Ausnahmegenehmigung dürfen erfahrene Taucher dort tauchen.
Folgende Todesfälle, auch unter Rettungstauchern und erfahrenen Tauchern, wurden berichtet:
- 1977: 4 Tote[15]
- 1979: 2 Tote[15]
- 1991: 1 Toter in 400 Meter Entfernung[15]
- 1993: 2 Tote am Rande der Tauchverbotszone[15]
- Ende April 2011: 1 Toter. Er war erfahrener Taucher und wurde in 61 Metern Tiefe unweit des Teufelstisches geborgen.[9]

## Typische Rettungsmaßnahmen
Bei einem Rettungseinsatz in der Umgebung des Teufelstisches im Jahr 2015 wurden Einsatzkräfte, Motorrettungsboote, Einsatzfahrzeuge und Taucher der Deutschen Lebens-Rettungs-Gesellschaft aus Konstanz, Bodman, Wallhausen sowie ein Polizeiboot, Polizeistreife, ein Rettungshubschrauber aus Friedrichshafen und ein Notarztwagen eingesetzt. Eine Dekompressionskammer zur Behandlung der Dekompressionskrankheit wird im Helios-Spital in Überlingen vorgehalten.

## Filme
- Expedition in die Heimat. Unterwegs am Überlinger See. Deutschland 2015. Gezeigt im SWR/SR am 21. August 2015, 20:15 bis 21:00 Uhr. (In den letzten Minuten des Films wird ein Tauchgang am Teufelstisch gezeigt: Unter Wasser der geringe Abstand des Teufelstisches zum Ufer, Umrundungstauchgang und Blick von 40 Meter Tiefe abwärts ins Dunkle.)